# Skauti bez lilie
Skauti bez lilie je 52minutový dokument o historii českého skautingu v období nadvlády nacismu a komunismu, uvedený v roce 2017. Na základě námětu od Miloše Říhy – Šípka film vyrobil Skautský institut a Post Bellum, režisérem filmu byl Viktor Portel.
Film byl poprvé uveden 18. března 2017 v Městské knihovně v Praze.

## Obsah
Film pojednává o skautech, kteří působili v době skautské ilegality, kdy byla skautská hnutí zakázána. Primárně pojednává o době mezi roky 1970 a 1989. Ve filmu promluvilo celkem 15 někdejších skautských vedoucích, kteří byli nuceni se rozhodnout, zda jakým způsobem budou pokračovat s vedením dětí ve zrušených skautských oddílech. Výběr vedoucích byl pod patronací skautského historika Romana Šantory.
Ve filmu je zmíněno, že někteří z vedoucích vstoupili i do komunistické strany, což umožnilo, aby oddíl v určité podobě mohli nadále vést. Někteří pak pracovali s dětmi nadále ilegálně (to bylo z důvodu anonymity možné jen ve větších městech), někteří převedli oddíly pod hlavičku jiných organizací, např. Pionýrské organizace. Ve filmu je kladena otázka, zda mělo ještě smysl udržet skautský oddíl i za cenu kompromisů s vládnoucí komunistickou ideologií a režimem.